# Nyúl csillagkép
A Nyúl (latin: Lepus) egy csillagkép.

## Története, mitológia
A Nyúl csillagkép a fölötte elhelyezkedő Orionnal hozható kapcsolatba. Olyan nyulat ábrázol, amely épp a vadász lába előtt ugrik a nagyobbik kutya elől.
Más monda szerint a nyulat Buddha emelte az égre. A nyúl Buddha éhezésekor a tűzbe vetette magát, hogy csillapítsa a tanító szenvedését.

## Látnivalók

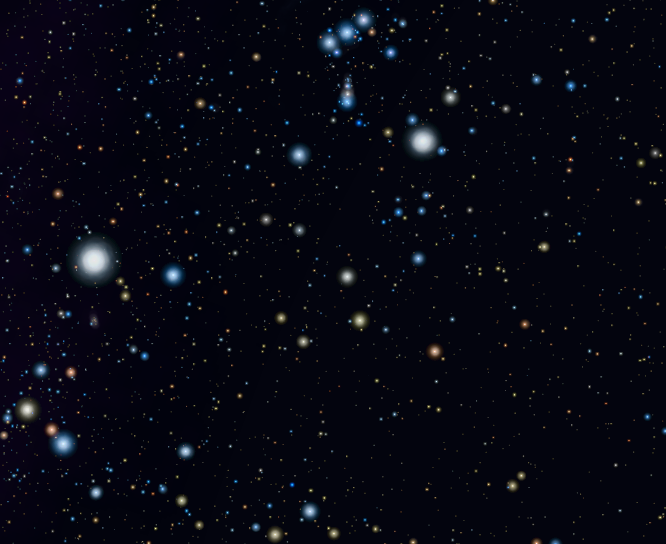
A Nyúl csillagkép

### Csillagok
- α Leporis, arab néven Elarneb, vagy Arneb, F0 színképű, 2,6 magnitúdós csillag
- β Leporis, arabul Nihal, G2 színképű kettőscsillag, látszó fényessége 2,8 magnitúdó
- γ Leporis kettőscsillag
- R Leporis, hosszú-, mintegy 14 hónap körüli periódusú, vörös színű Mira változó, a fényessége 5,5m - 11,7m között változik.

### Mélyég-objektumok
- M79 (NGC 1904) gömbhalmaz
- NGC 2017 nyílthalmaz
- NGC 2017/HR 1944